# La Ilustración (Madrid)
La Ilustración, subtitulada «periódico universal», va ser una revista cultural il·lustrada espanyola de tirada setmanal, publicada a Madrid entre 1849 i 1857. El seu fundador i director fou Ángel Fernández de los Ríos i el seu primer número apareixeria el 3 de març de 1849.

## Història
La revista es va inspirar en publicacions europees com The Illustrated London News, Die Illustrierte Zeitung i L'Illustration; anglesa, alemanya i francesa, respectivament. Va començar publicant un total de vuit pàgines per nombre per passar a setze en 1852. Contenia seccions de temàtica costumista, de moda, notícies, crítica literària i teatral, mapes, invents científics, retrats de celebritats o relats —que incloïen traduccions—, entre altres matèries. Segons Rodríguez Gutiérrez a La Ilustración s'hi publicaren amb freqüència relats sense prou nivell per a ser publicades al Semanario Pintoresco Españolconformant «una mena de sèrie B» narrativa.
En l'aspecte gràfic de la revista hi col·laboraren il·lustradors i gravadors com Vicente Castelló y González Amat, Vicente Urrabieta, Calixto Ortega, Joaquín Sierra y Ponzano, Cecilio Pizarro, Federico Ruiz, Bernardo Rico, Antonio Bravo, Coderch, Félix Batanero, José Giménez, Román Sanz, Ildefonso Cibera, José Méndez, Ceferino Araujo, Ricardo Llopis, Manuel Lázaro Burgos, Cruz, Carlos Múgica y Pérez, Juan Barroeta, Eusebio Zarza o Gavarni, entre otros.

## Notes

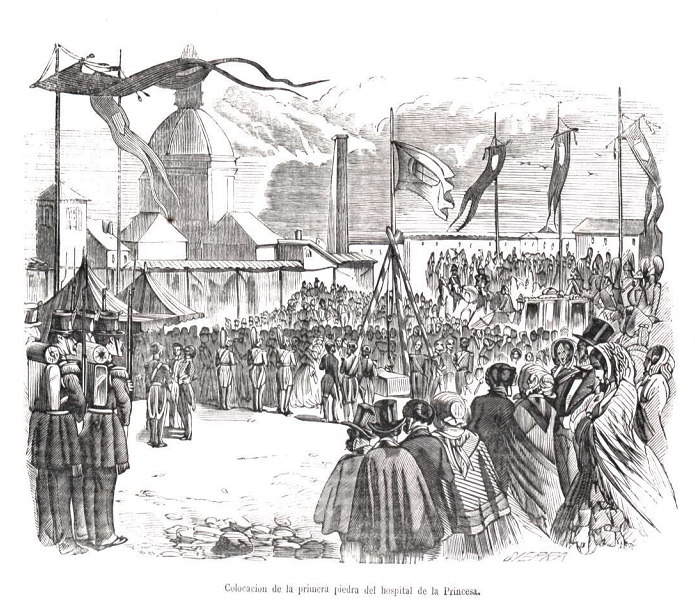
Col·locació de la primera pedra de l'hospital de la Princesa, gravat publicat el 29 de gener de 1853, obra de Joaquín Sierra.